# Nitin Kumar
Nitin Kumar (* 14. November 1985 in Tamil Nadu) ist ein professioneller indischer Dartspieler, der an Turnieren der Professional Darts Corporation (PDC) teilnimmt.

## Karriere
2015 repräsentierte Kumar Indien beim World Cup of Darts gemeinsam mit Ashfaque Sayed. Sie schieden in der ersten Runde gegen Max Hopp und Jyhan Artut mit 0:5 aus.
2018 gewann Kumar die indische Qualifikation für die PDC World Darts Championship 2019 mit einem Sieg gegen Ankit Goenka im Finale. Hier schied er bereits in der ersten Runde mit 0:3 gegen Jeffrey de Zwaan aus. Auch bei der WM 2020 musste er sich nach einem 0:3 gegen Brendan Dolan in der ersten Runde geschlagen geben.
Ursprünglich hätte Kumar an der PDC Qualifying School im Februar 2021 teilnehmen sollen. Er sagte seine Teilnahme jedoch ab.
2021 qualifizierte er sich abermals für die Weltmeisterschaft. Gegen seinen Gegner Ricky Evans konnte er jedoch erneut keinen Satz gewinnen.
Bei der Q-School 2022 war Kumar wieder gemeldet, schied jedoch mit nur einem Punkt aus.
Ende Mai 2023 nahm Kumar an źwei Dartsturnieren der WDF in Ulaanbaatar teil. Bei den Mongolian Open erreichte Kumar das Finale, welches er allerdings gegen Odchüü Chundaganai aus der Mongolei mit 2:4 verlor. Mitte Oktober spielte er sich bei den Malaysian Open ins Halbfinale. In diesem unterlag er Bobby Geba Jr von den Philippinen mit 1:3.
Mitte Juni 2024 gewann Kumar die Mongolian Open in Ulaanbaatar, indem er im Halbfinale Paul Lim und im Finale Alain Abiabi von den Philippinen mit 5:2 schlug.

## Weltmeisterschaftsresultate

### PDC
- 2019: 1. Runde (0:3-Niederlage gegen  Jeffrey de Zwaan)
- 2020: 1. Runde (0:3-Niederlage gegen  Brendan Dolan)
- 2022: 1. Runde (0:3-Niederlage gegen  Ricky Evans)
- 2025: 1. Runde (1:3-Niederlage gegen  Martin Lukeman)

## Titel

### WDF
- Bronze-Turniere
  - Mongolian Open: (1) 2024